# Róża rdzawa

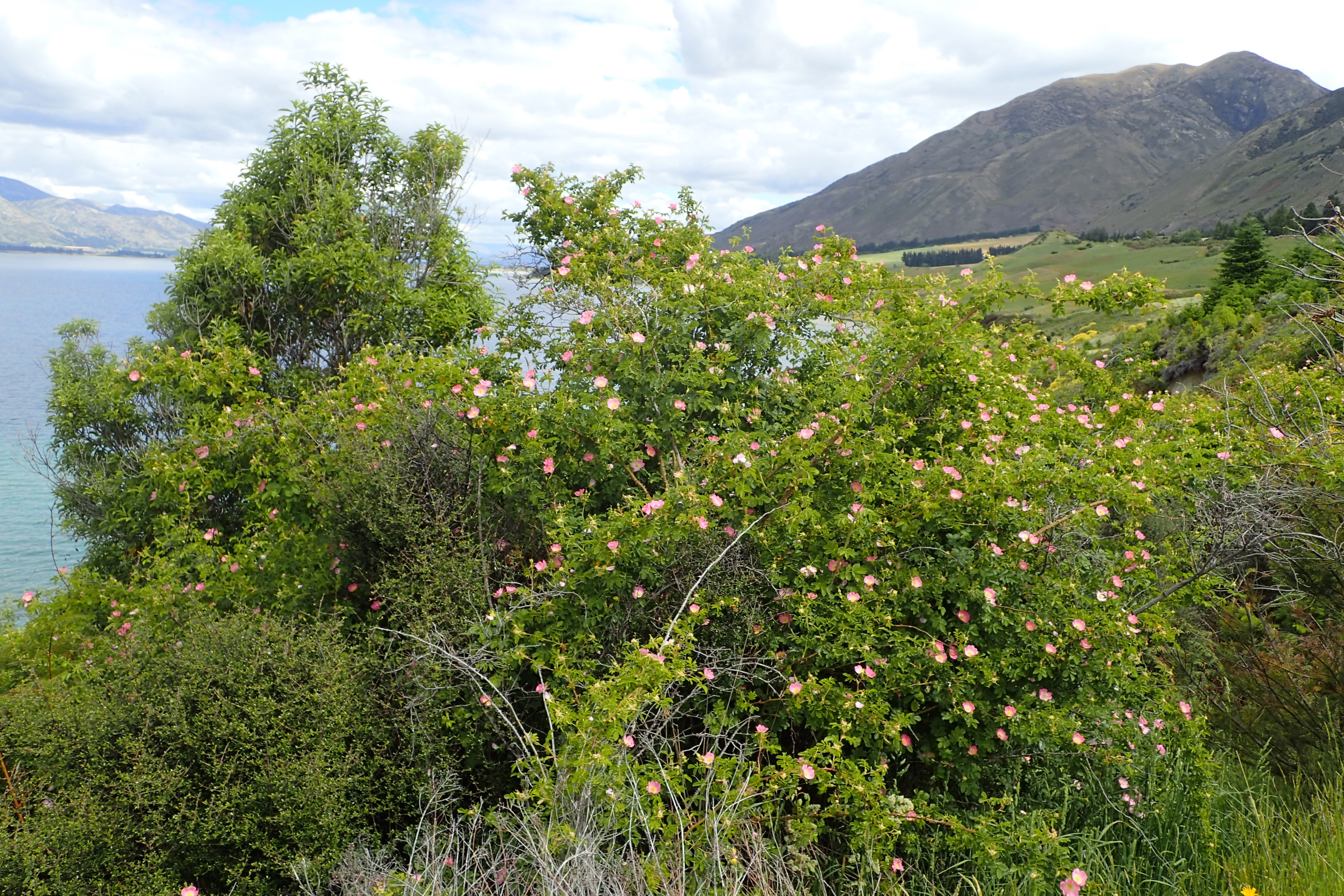
Pokrój

Róża rdzawa, róża szkocka (Rosa rubiginosa L.) – gatunek krzewu należący do rodziny różowatych. Pochodzi z Europy i Bliskiego Wschodu (Iran, Irak, Turcja), rozprzestrzenił się także w Australii i Nowej Zelandii, Ameryce Północnej, a nawet w Ameryce Południowej i Afryce. Występuje również w Polsce i jest dość pospolity. 

## Morfologia
PokrójKrzew wysokości do około 2 (3) m, rośnie wolno i ma pokrój zwarty.
ŁodygaPokryta kolcami. Kolce szare, hakowato zgięte, gęste; pędy krótkie. Oprócz nich występują także drobne igiełki i szczecinki.
LiścieNieparzysto-pierzaste, zwykle 7-listkowe. Listki małe, szerokojajowate z zaokrągloną nasadą, błyszczące, ciemnozielone, mają na dolnej stronie gruczołkowate włoski wydzielające zapach jabłecznika. Są drobne, z obu stron zielone i nagie, lub rzadko owłosione. Brzegi listków podwójnie ząbkowane, ząbki szerokie i ogruczolone.
KwiatyPojedyncze, lub zebrane w wielokwiatowe kwiatostany. Szypułki pokryte gruczołkami na trzoneczkach, często także szczecinkami. Kwiaty pięciopłatkowe, ciemnoróżowe, pojedyncze, osadzone są po jednym lub po 3 do 5 krótkich szypułkach. Działki kielicha pierzaste, po przekwitnieniu wzniesione do góry albo odstające na bok. Szyjki słupka gęsto owłosione, płatki korony drobne.
OwoceJajowate, małe, czerwone owoce (tzw. owoce zbiorowe).

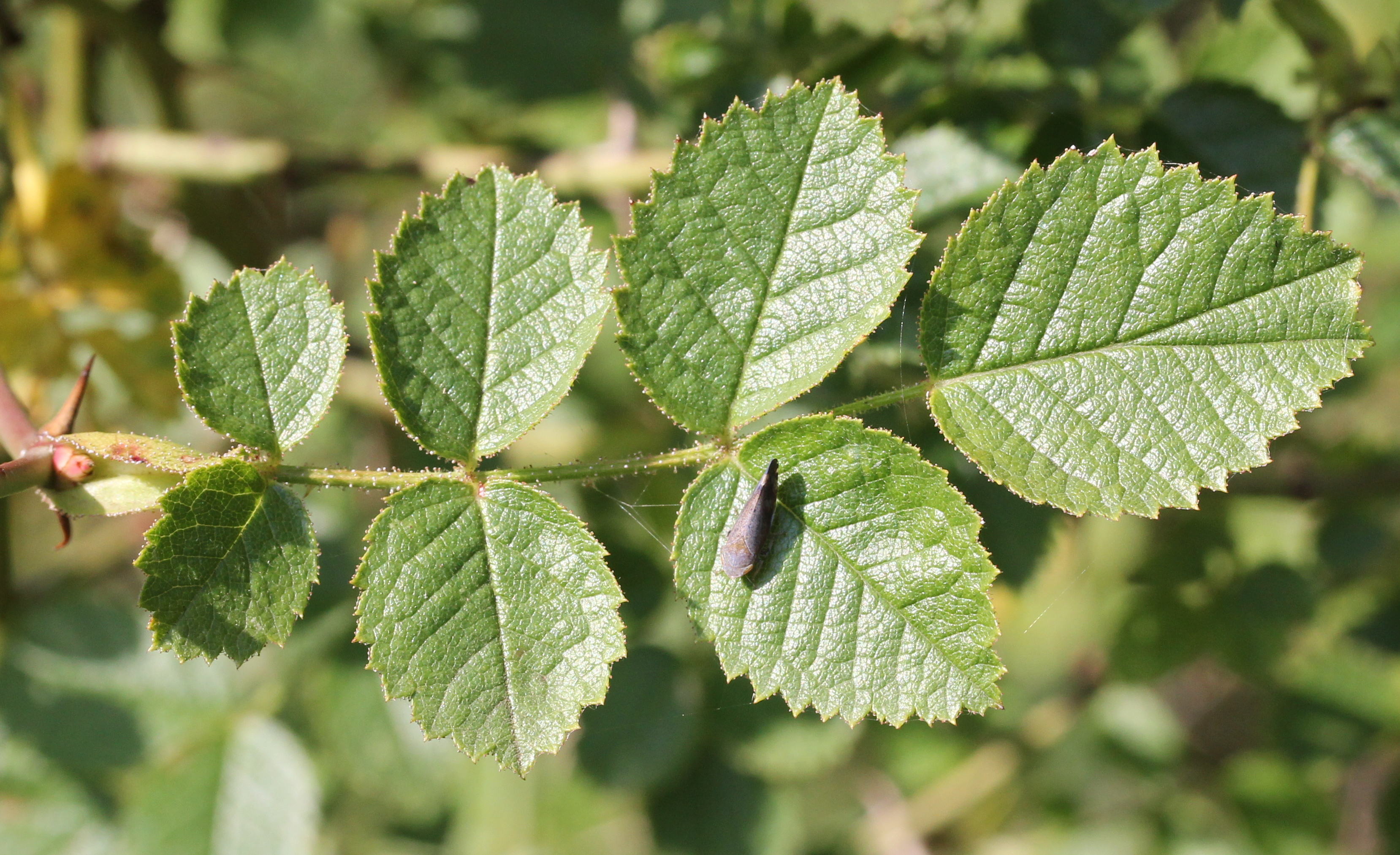
Liść
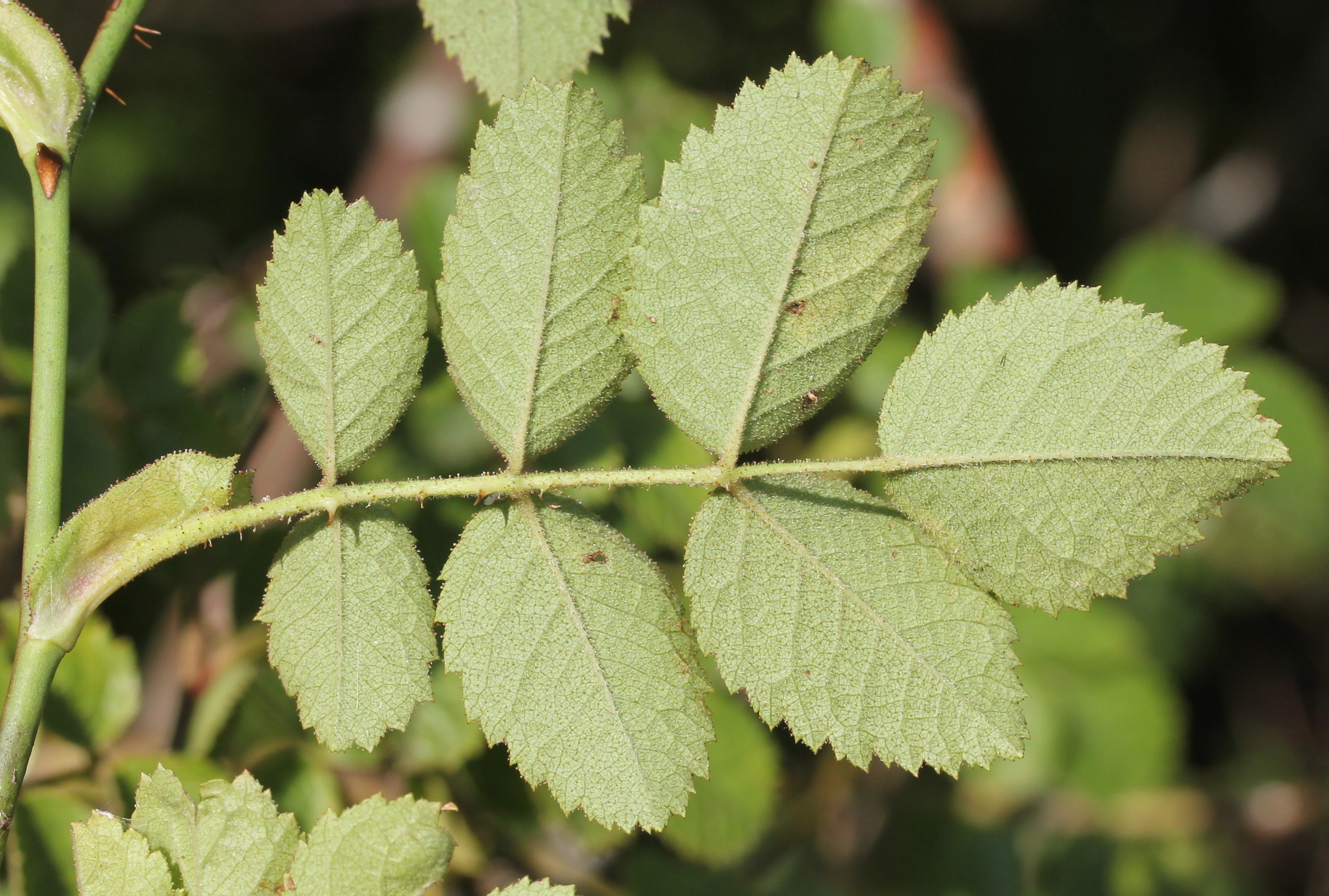
Liść
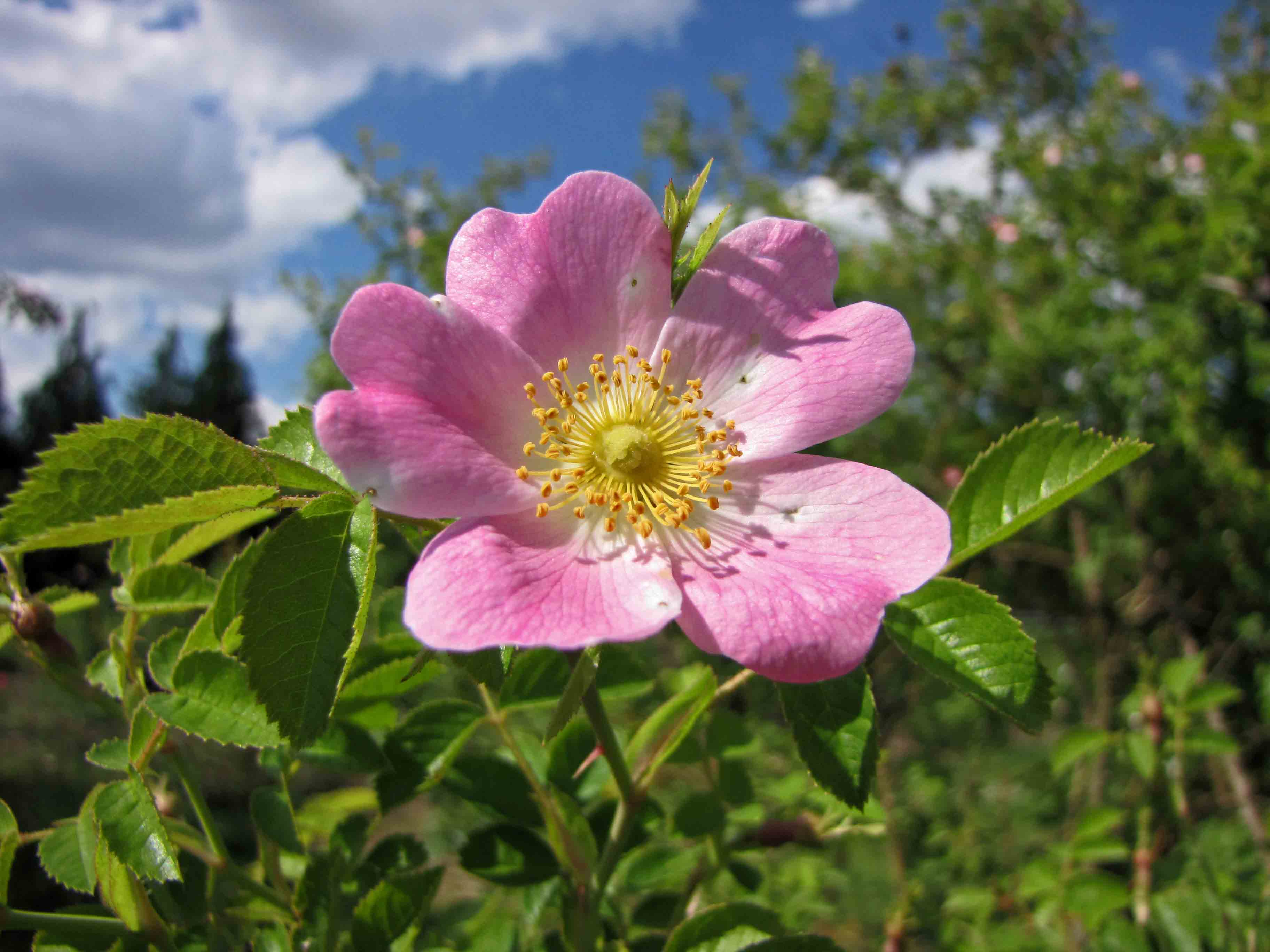
Kwiat
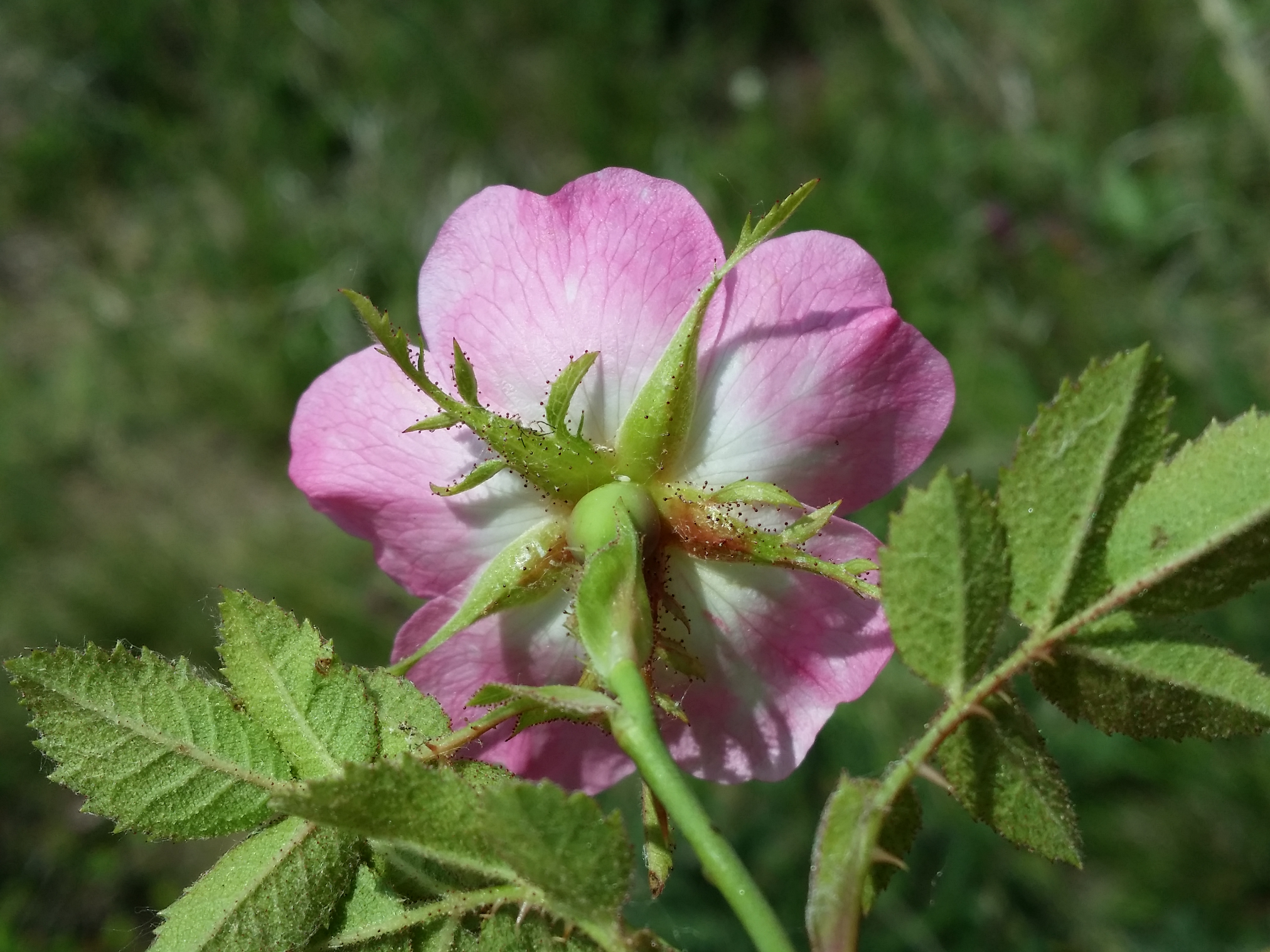
Kwiat
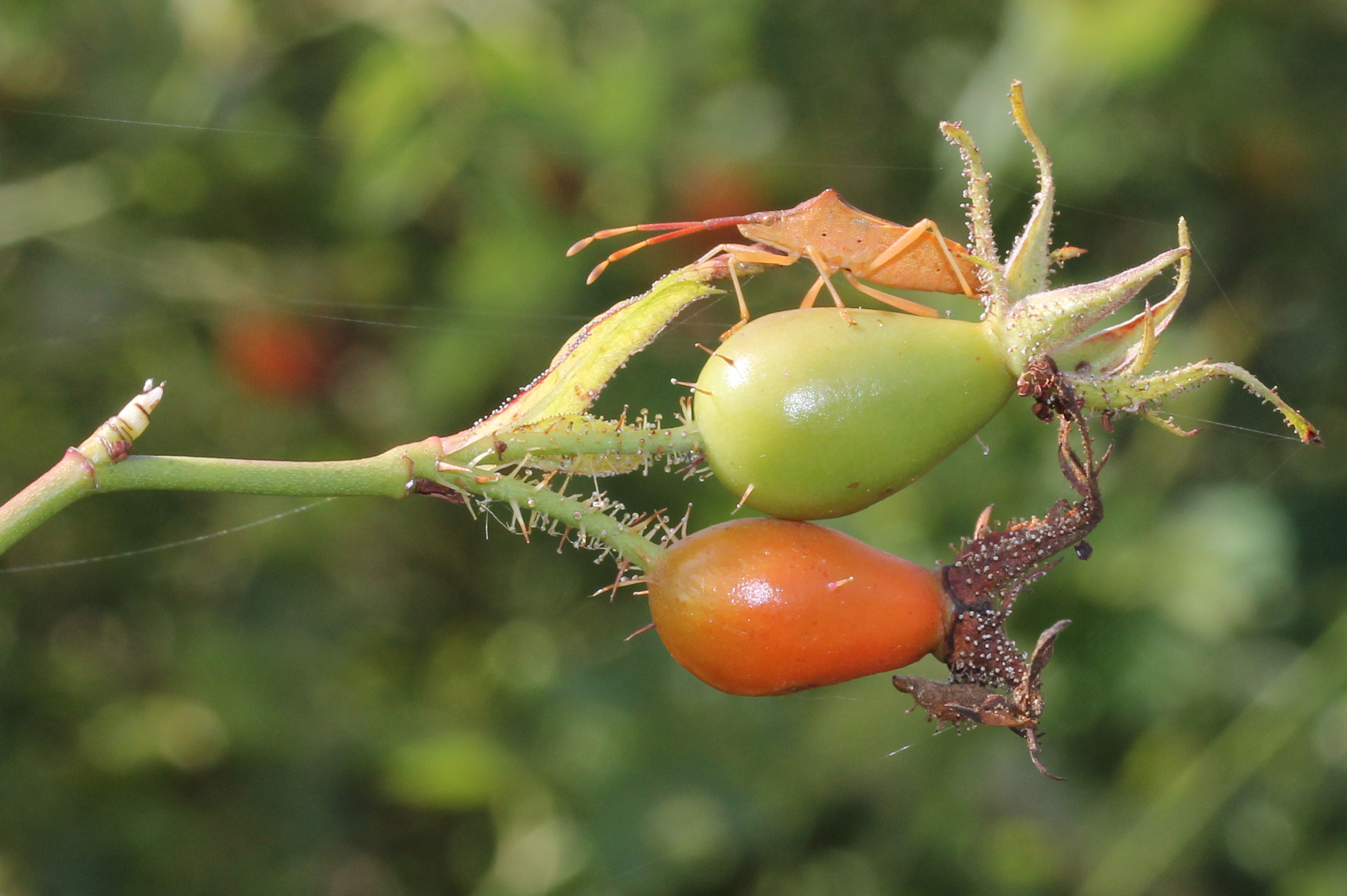
Owoce pozorne

## Biologia i ekologia
RozwójNanofanerofit. Kwitnie w czerwcu. Owoce dojrzewają we wrześniu.
SiedliskoSkraje lasów, zarośla, miedze, zbocza. W klasyfikacji zbiorowisk roślinnych gatunek charakterystyczny dla All. Berberidion i Ass. Pruno-Ligustretum.
ZmiennośćTworzy mieszańce z r. drobnokwiatową, r. dziką, r. francuską, r. gęstokolczastą, r. girlandową, r. polną, r. siną, r. zapoznaną. Z krzyżówek z tym gatunkiem otrzymano odmiany:'Amy Robsart', 'Magnificat', 'Hebe's Lip'.
OdpornośćWśród występujących w Polsce pospolitych gatunków róż róża rdzawa charakteryzuje się największą odpornością na chorobę rdza róży.